# Казахбейлийское кладбище
Казахбейлийское кладбище (азерб. Qazaxbəyli qəbiristanlığı) — археологический памятник, относящийся к периоду позднего бронзового и раннего железного века, расположенный близ села Казахбейли в Газахском районе на западе Азербайджана, на правом берегу реки Акстафачай. Памятник датируется примерно VII–VI веками до н. э. и относится к ареалу Ходжалы-Гедабекской культуры. Решением № 132 Кабинета Министров Азербайджанской Республики от 2 августа 2001 года внесён в список недвижимых памятников истории и культуры национального значения (регистрационный номер 1237).

## Расположение
Кладбище расположено на юго-западной окраине села Казахбейли, на правом берегу реки Акстафачай, в местности, известной как "Тепеалты" (в местном обиходе также "Эзизтепе" или "Эшшектепе"). Точнее, оно находится на небольшом возвышении, примерно на высоте 354 метра над уровнем моря. Этот регион расположен в переходной зоне от Кура-Араксинской низменности к массиву Малого Кавказа. Местоположение характеризуется близостью к водоёму и хорошим обзором окрестностей, что являлось важным фактором при выборе мест поселений и захоронений в древности. Наличие многочисленных памятников бронзового и железного веков в долине Акстафачая свидетельствует о плотной заселённости региона в древние времена.

## Исторический контекст и культурная принадлежность
Датировка памятника, охватывающая первую половину 1-го тысячелетия до н. э., особенно VII–VI века, представляет собой сложный переходный период на Южном Кавказе, характеризующийся трансформацией культур позднего бронзового века в культуры раннего железного века. В эту эпоху распространилось использование железа в металлургии, появились новые типы оружия и орудий труда, углубилась социальная дифференциация в связи с развитием коневодства, строились оборонительные циклопические укрепления.
Казахбейлийское кладбище на основании археологического материала и погребальных обрядов связывают с Ходжалы-Гедабекской культурой. Данная культура охватывала западные регионы Азербайджана, а также горные и предгорные районы Малого Кавказа, существуя примерно с XIII/XII по VII/VI век до н. э. Ходжалы-Гедабекская культура характеризуется цистовыми гробницами, погребениями в каменных ящиках и курганами, содержащими коллективные или индивидуальные захоронения. Материальное наследие этой культуры включает керамику чёрного и серого цвета, с лощёной поверхностью, украшенную геометрическими мотивами, бронзовое и железное оружие (кинжалы, мечи, наконечники копий), бронзовые пояса, а также различные украшения (браслеты, серьги, булавки для одежды, бусы).

## Археологические исследования

### Ранние сведения и регистрация
Первые сведения об археологическом наследии окрестностей села Казахбейли относятся к середине XX века. Краткая публикация Дж. А. Халилова 1958 года и региональный обзор С. М. Казиева 1962 года подтверждают существование древнего некрополя в этом районе. В последующие периоды памятник был внесён в реестр археологических памятников Азербайджана и взят под государственную охрану.

### Спасательные раскопки 2019 года
В мае 2019 года при проведении работ по расширению участка дороги Баку-Алят-Газах-Красный Мост, проходящего через село Казахбейли, в местности Тепеалты были случайно обнаружены погребения. В связи с этим Газах-Товузская археологическая экспедиция Института археологии и этнографии НАНА (ныне Институт археологии, этнографии и антропологии) под руководством Б. Джалилова, Ф. Гулиева и Ш. Наджафова провела экстренные спасательные раскопки. В ходе раскопок было исследовано пять погребений в грунтовых ямах.
Изучение обнаруженных могил показало, что умершие были захоронены преимущественно в скорченном положении (руки и ноги согнуты к животу), уложенными на правый или левый бок. Хотя ориентация погребений варьировалась, преобладали направления восток-запад и северо-запад-юго-восток. Данный погребальный обряд типичен для многих памятников Ходжалы-Гедабекской культуры.
В могилах был выявлен следующий погребальный инвентарь:
Керамика: Глиняные сосуды чёрного и серого цвета, хорошего обжига, часто с лощёной поверхностью. Среди форм встречались кубки, кувшины, сосуды типа чаш и крышки (в том числе характерные крышки типа "штукко" с грибовидной ручкой). Поверхность некоторых сосудов была украшена вдавленными точками, прочерченными линиями или рельефным орнаментом. Типологический анализ указывает на датировку керамики концом X–VII веками до н. э.
Металлические изделия: Железные кинжалы (один из них был обнаружен прикреплённым к поясу), бронзовые двулопастные наконечники стрел, бронзовые булавки, предположительно относящиеся к одежде. Находки железных изделий подтверждают начало раннего железного века.
Украшения: Обнаружено несколько красноватых бусин из сердолика, вероятно, вплетённых в косы волос.

## Типологическое сравнение находок
Материалы из Казахбейлийского кладбища, включая формы и орнаментацию керамики, металлические изделия (железные кинжалы, бронзовые наконечники стрел) и погребальные обычаи (скорченное положение, ориентация), демонстрируют значительное сходство с другими одновременными памятниками Газах-Гедабекского региона, такими как Зеямчайский некрополь, Сарытепе, Бабадервиш и другими памятниками Ходжалы-Гедабекской культуры. Это свидетельствует о том, что население региона в ту эпоху придерживалось единых или очень близких культурных традиций.

## Значение
Казахбейлийское кладбище имеет значительную научную ценность для археологии и древней истории северо-западных регионов Азербайджана периода позднего бронзового – раннего железного века.
- Позволяет уточнить ареал распространения Ходжалы-Гедабекской культуры и её локальные особенности.[3]>
- Предоставляет информацию о погребальных обрядах, социальной структуре, религиозных верованиях и ремёслах эпохи.[4]
- Содержит образцы материальной культуры (включая ранние железные изделия), отражающие процесс перехода от бронзового к железному веку.
- Даёт материал для изучения древнего населения региона и его культурных контактов с другими регионами Кавказа.[14]

## Текущее состояние и охрана
Постановлением Кабинета Министров Азербайджанской Республики Казахбейлийское кладбище взято под государственную охрану как археологический памятник национального значения. Спасательные раскопки, проведённые в 2019 году в связи со строительством дороги, позволили спасти часть памятника от разрушения и научно его изучить. Тем не менее, сохраняется риск дальнейшего повреждения территории в результате антропогенного воздействия (сельскохозяйственная деятельность, развитие инфраструктуры). Для выявления полного потенциала памятника и обеспечения его долгосрочной сохранности необходимо точное определение его границ, создание охранной зоны и проведение в будущем более масштабных археологических исследований.